# Poza de la Sal
Poza de la Sal és un municipi de la província de Burgos, a la comunitat autònoma de Castella i Lleó. Forma part de la comarca de La Bureba. És la vila natal del naturalista i divulgador Félix Rodríguez de la Fuente.

## Demografia
| 1991 | 1996 | 2001 | 2004 |
| ---- | ---- | ---- | ---- |
| 42   | 48   | 43   | 38   |